# Sidsel Paaske
Sidsel Paaske, född 18 juli 1937 i Oslo, Norge, död 15 september 1980 i samma stad, var en norsk avantgardistisk konstnär, grafisk formgivare, smyckekonstnär, tidskriftsredaktör, poet, kurator, debattör och musiker. Hennes skulptur Brent fyrstikk från 1966 har kallats Norges första popkonstverk och under åren 1965, fram till sin död var hon en centralgestalt på Oslos konstscen. Hennes konstnärliga motto var "Vi spiller mens vi øver", (Vi spelar medan vi övar).

## Biografi
Paaske började sin konstnärliga verksamhet som textilkonstnär, men arbetade senare i en mängd olika material. Hon hann bara att göra ett tiotal separatutställningar och deltog på ungefär lika många grupputställningar. Hon ingick i konstnärsgruppen Gruppa Gullfisken, och var en del av den så kallade Skippergate-miljøet, en grupp konstnärer som tillhörde en ateljéeförening på Rådhusgatan 5 under åren 1959–1966. Sin första separatutställning hade hon som 28-åring 1966 på Unge Kunstneres Samfunn i Oslo.
År 1972 gjorde hon separatutställningen Fugl i brann 1972 på Permanenten, Kunstnernes Hus i Oslo där hon ställde ut emaljarbeten för första gången, vilket kom att bli hennes huvudsakliga uttrycksmedel. Hon engagerade sig starkt för feministiska rörelsen och var med och arrangerade  Kvinneutstillingen å¨ Kunstnernes Hus 1975. I sin konst var hon influerad av jazzens improvisatoriska aspekter, men samarbetade även med musiker som Jan Garbarek, Don Cherry och Jimmy Hopp, som hon sjöng tillsammans med och skapade visuellt material för under konserterna. I samma anda gjorde hon audiovisuella samarbeten med Arne Nordheim och Jan Garbarek. Hon skrev även lyrik, som hon bland annat publicerades i diktsamlingen Indigo 1980. Hon reciterade också dikter på Pistolteatern i Stockholm 1966.
Paaske var redaktör för tidskriften Billedkunstneren 1978 till 1980.
Paaske var gift 1956-1959 med Fredrik Størmer och senare med Jan Erik Vold.

## Utställningar
- Unge Kunstneres Samfunn, 1966
- Unge Kunstneres Samfunn, 1966
- Galleri Grude, Oslo, 1968
- Permanenten, Kunstnernes Hus, Oslo, 1972
- Jazzfestivalen i Molde, 1972
- Jazzfestivalen i Molde, 1979
- Galleri Galtung, Oslo, 1973
- Dalsveen smykkegalleri, Trondheim, 1974
- Galleri 71, Tromsø, 1975
- Liverpool Academy Galleri, 1975
- Galleri Ingeleiv, Bergen, 1976
- Galleri HH, Lillehammer, 1980
- Galleri F15, Moss, 1989
- Museum for Samtidskunst, Oslo, 2016-2017